# 新米哈伊利夫卡 (波克羅夫斯克區)
新米哈伊利夫卡（烏克蘭語：Новомихайлівка）是位於乌克兰東部的村莊，由顿涅茨克州波克羅夫斯克區的马林卡市镇負責管轄。該村始建於1439年，海拔153米，2001年人口為1439人。
俄罗斯入侵乌克兰期间，俄军于2024年4月22日宣布完全占领该村。烏克蘭第79獨立空降攻擊旅發言人則否認有關聲稱，形容頓涅茨克州新米哈伊利夫卡的局勢緊張，但仍然控制。2024年4月28日，亚历山大·瑟尔斯基表示烏克蘭軍隊從當地撤退。